# グラム・リーチ・ブライリー法
グラム・リーチ・ブライリー法（Gramm-Leach-Bliley Act（GLB、GLBA）、1999年金融サービス近代化法（Financial Services Modernization Act of 1999））は、1999年11月12日に制定されたアメリカ合衆国の連邦法である。商業銀行業務や投資銀行業務、保険業務の兼業を禁止するために1933年に制定されたグラス・スティーガル法の一部を無効にするための法律で、第106連邦議会にて成立した。
グラム・リーチ・ブライリー法では商業銀行、投資銀行、証券会社、保険会社それぞれの間での統合が許可された。例えば、シティコープ（商業銀行持株会社）はシティグループを形成させるために1998年に保険会社のトラベラーズ・グループと合併した。そしてシティバンク、スミス・バーニー、プライメリカとトラベラーズを含んだブランドの下で銀行、証券、保険業務を統合した。本来なら、1993年に発表され、1994年に決定したこの合併は証券、保険と銀行業務を兼務することによってグラス・スティーガル法と1956年銀行持株会社法に違反していたことになる。この法律は、これらの合併を合法化するために制定されたものである。
また、グラム・リーチ・ブライリー法はグラス・スティーガル法の「どんな会員銀行の役員、取締役または従業員でも、証券会社のどんな役員でも、責任者または従業員による同時サービスに反対する」利害対立禁止令も廃止した。

## 法成立の歴史

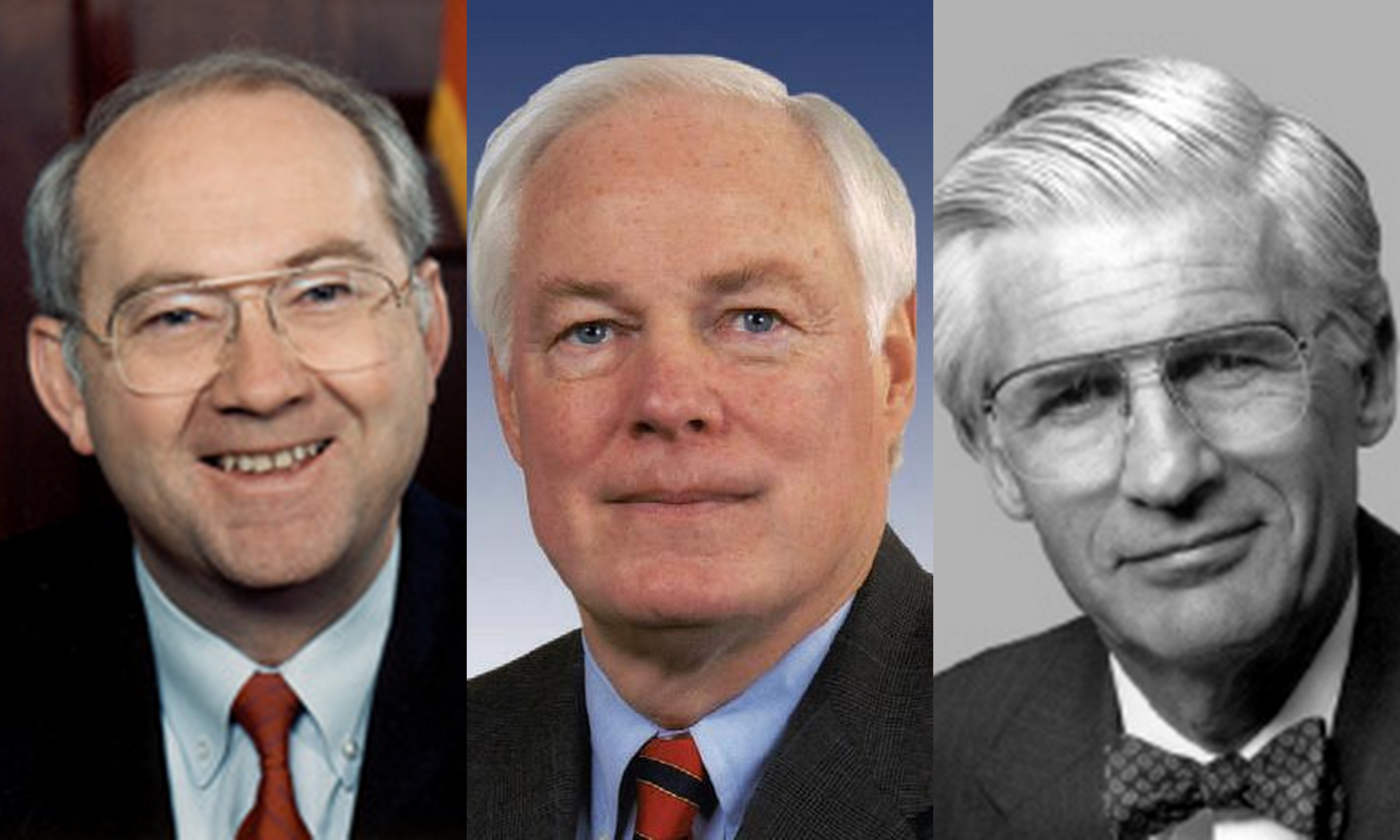
グラム・リーチ・ブライリー法の共同提案者フィル・グラム、ジム・リーチ、トーマス・J・ブライリー・ジュニア

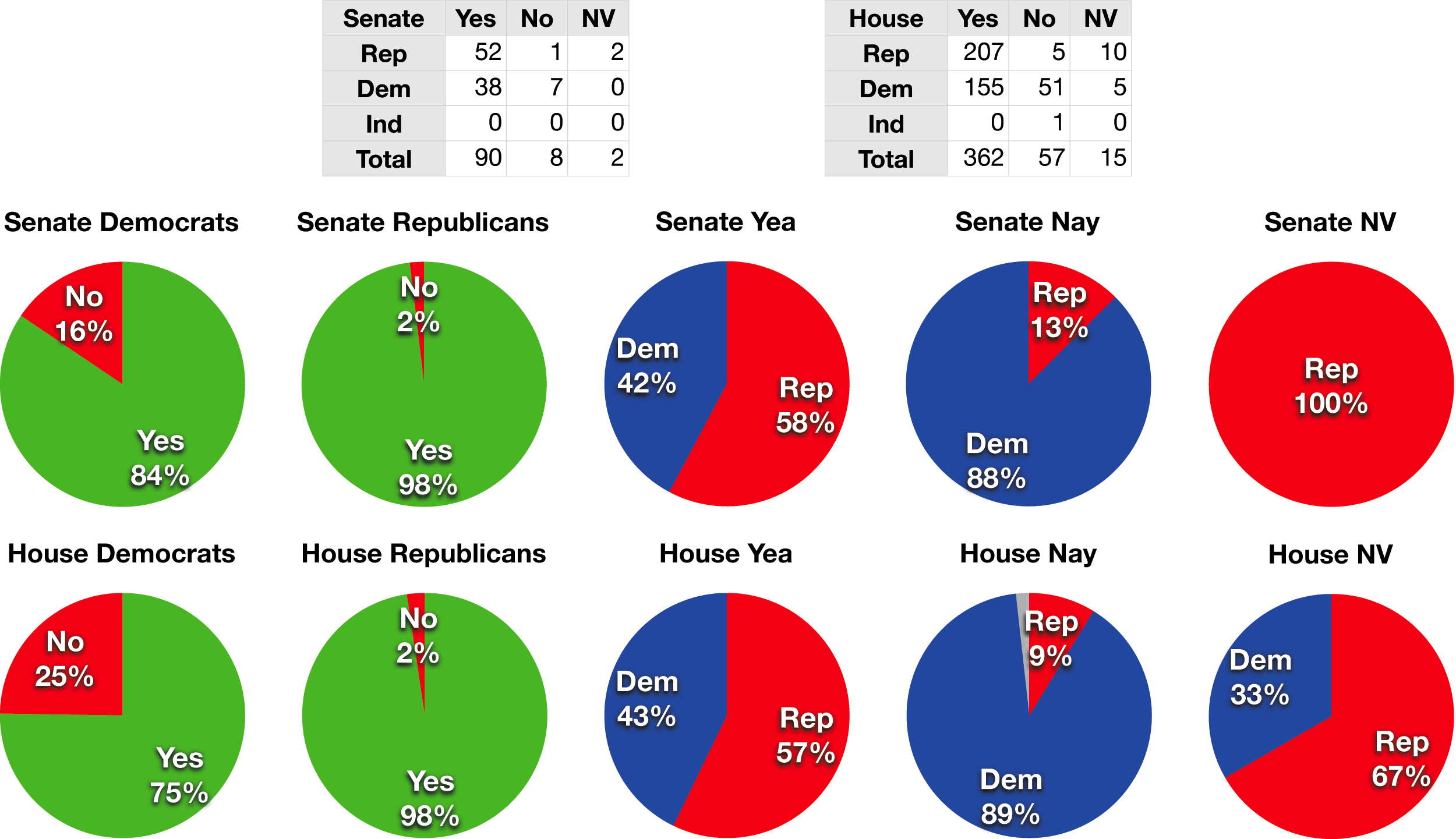
各議院・党の最終的な投票結果（1999年11月4日）

銀行業界は、遅くとも1980年代からグラス・スティーガル法の廃止を求めていた。
法案は、上院ではフィル・グラム（テキサス州の共和党議員）によって、下院ではジム・リーチ（アイオワ州の共和党議員）によって提出された。3人目の法案作成者として関与したのは、1995年から2001年まで下院商業委員会の議長だったトーマス・J・ブライリー・ジュニア（バージニア州の共和党議員）であった。
1999年7月1日に「1999年金融サービス法（Financial Services Act of 1999）」として、下院で343対86（共和党205対16、民主党138対69、無所属0対1）の超党派的な票によって可決された。2ヵ月前の上院での採決では、基本的な党の理念に沿ってより差が小さい54対44の票によって、5月6日に法案のそのバージョンが既に通過していた（53人の共和党員と1人の民主党員が賛成。44人の民主党員は反対した）。
2つの議会が法案の共同のバージョンについて同意できなかったため、下院はその交渉者に消費者が「強い競争と彼らのコミュニティの投資情報サービスと経済機会への等しくて差別をしないアクセス」（すなわち、排他的貸付拒否からの保護）と同様に医療と家計のプライバシーを享受することを確実とした法律のために機能するように導き、7月30日に241対132の票によって再可決した（共和党58対131、民主党182対1、無所属1対0）。
法案は、それから、上院版と下院版の違いを解消するために、共同の両院協議会へ移った。共和党が反貸付拒否のコミュニティ再投資法の規定を強化して、特定のプライバシー懸念に対処することに同意したあと、民主党は議案を支持することに同意した。両院協議会は、それから11月の初めに、その作業を終えた。11月4日に、相違点を解消した最終的な議案は、上院では90対8、下院では362対57によって可決された。この法律は、1999年11月12日にビル・クリントン大統領によって署名された。

## 法に起因する変化
最大手の銀行、証券会社と保険会社の多くは、その当時この法律の成立を望んでいた。経済がうまく機能しているとき、個人が通常投資により多くのお金を注ぎ込んでいたが、しかし、経済が悪くなったときには、彼らは預金口座に大部分のお金を注ぎ込むことが正当化されていた。新しい法によって、彼らは同じ金融機関で「預金」と「投資」の両方をすることができるようになった。そして、それは経済状況が良いときも悪いときもうまくやることができる。
法成立の前に、大部分の投資情報サービス会社は、彼らの顧客に貯蓄と投資機会をすでに提供していた。小売・消費者向けで、後にウェルズ・ファーゴと合併するノーウエストと呼ばれていた銀行は、1986年にさまざまな投資情報サービス機関に商品を提供する際に、料金を導いた。アメリカン・エキスプレスは、金融のほとんどあらゆる分野（ほとんど相乗効果がなかったが）を所有しようとした。1998年に、シティバンクはシティグループを形成するためにトラベラーズとの合併に至った。その合併は銀行持株会社法（BHCA）に違反していたが、シティバンクは法律の改正を強制することができるという前提に基づいた2年間の猶予を与えられた。グラム・リーチ・ブライリー法は1999年11月に成立し、銀行持株会社法とグラス・スティーガル法の一部を無効にした。そして、銀行・証券・保険会社間の合併を許可した。このようにして、シティグループとトラベラーズ・グループの合併を合法化した。
法の成立の前にも、グラス・スティーガル法から多くの緩和があった。たとえば、成立の2、3年前に、商業銀行は投資銀行に入ることが許可されており、それ以前には銀行が株式と保険仲介に参入することも許可されていた。保険引受業務は彼らがすることが許されなかった唯一の主要な活動であった。そして、法の通過の後さえ、めったに銀行によってされなかった。
それ以来、多くの合併は、投資情報サービス産業で生じたが、いくつかが期待されていたスケールではなかった。彼らが他の保険会社の商品を売ることによって保険仲介のより有益なビジネスに従事しようとして、小売銀行は、たとえば、保険引受業者を買収する傾向がない。他の小売銀行は市場投資と保険商品に時間がかかって、それらの製品を納得のいく方向でまとめる。彼らは大きな支店と裏の店足跡を持たないので、証券会社は銀行業務に入るのに苦労した。銀行は最近他の銀行（例えば、2004年のバンク・オブ・アメリカとフリートボストンの合併）を買収する傾向があった、それでも、それらは投資銀行と保険会社との合併より成功が少なかった。多くの銀行はスミス・バーニーにおいてスキャンダルを引き起こしたような疑わしい抱き合わせ販売に向かうことなく、投資銀行業務を拡大したが、彼らの銀行業務でそれを一元化することは難しいとわかった。

## 残りの規制
この法律が、合併があるとしても金融持株会社制度よりうまく行かないかもしれないと述べて、グラム・リーチ・ブライリー法に組み込まれる改正は法を可決することにとって重要だった、すなわち、系列会社はそれが原因で「そのごく最近のCRA試験で少しも満足でない（原文のまま）評価」を受けた。そして、基本的にどんな合併でもコミュニティ再投資法（CRA）に対して責任がある調整体の厳しい承認を進めるだけかもしれないことを意味した。これは扱いにくい主張の問題であった。そして、クリントン政権はそれが「少数貸出条件を縮小するどんな法律でも拒否する」と強調した。
グラム・リーチ・ブライリー法も、金融機関が非金融会社を所有することを防止した1956年銀行持株会社法によって置かれる銀行に対する規制を取り払わなかった。それは、逆に銀行または金融業以外の企業が小売および、または商業的な銀行業務に参入することから禁止することになる。多くの人は、最終的にその興業銀行を商業・小売銀行に改造したいというウォルマートの願望が銀行業をGLB規制から後退させるようにしたと思っている。
いくつかの規制は、企業を投資銀行業務と商業銀行業務の間で若干の分離を残した。たとえば、公認の銀行家は別々の名刺（例えば「個人銀行家、ウェルズ・ファーゴ」と「投資顧問、ウェルズ・ファーゴプライベートクライアントサービス」）を持っていなければならない。金融のプライバシーについての議論の多くは、特に会社の銀行、証券業務と保険部門とが一緒に働くことを許すか、防ぐかに集中している。
コンプライアンスに関して、法の下の鍵となる規則は、金融機関によって顧客の個人の財務情報の収集と公開を決定する金融プライバシールールを含む。それは、その企業が金融機関であるかどうかに関係なく、あてはまる。そして、その人はそのような情報を受ける。セーフガードルールは、顧客情報を保護するためにセーフガードを設計し、実装して、維持することをすべての金融機関に要求する。セーフガードルールは、彼ら自身の顧客から情報を集める金融機関にだけでなく、他の金融機関から顧客情報を受け取る金融機関 （例えば信用を報告している機関、鑑定人と抵当ブローカー）にもあてはまる。 

## 金融機関の定義
グラム・リーチ・ブライリー法は、「金融機関」を「個人（ローン、金融または投資のアドバイスまたは保険のような）に金融商品またはサービスを提供する会社」と定義している。連邦取引委員会（FTC）には、以下のような金融機関、およびそれに類似するものに対する司法権がある。
- ノンバンクの抵当債権の貸手
- 不動産鑑定人
- ローン仲介人
- 一部の金融または投資アドバイザー
- 借金取り立て人
- 所得申告準備人
- 銀行
- 不動産裁定サービスプロバイダ

これらの会社も、「金融機関」と定義する投資情報サービスまたは商品にかなり携わっていることが考慮されなければならない。

## アーカンソー州と他の州の高利貸し法に対する影響
グラム・リーチ・ブライリー法の第731節には、高利貸し制限がアーカンソー州憲法によって連邦準備制度（FRB）の公定歩合を上回って5%に設定されて、アーカンソー州議会によって変えることができなかったアーカンソー州を狙う独特の供給を含む。通貨監査局長官がRiegle-Neal Interstate Banking and Branching Efficiency Act of 1994の下で設立される州間銀行が最小の規制で全国的にすべての支店のために彼らの本部の州の高利貸し法を使うことができると決定したとき、アーカンソー州に拠点を置く銀行は州間銀行のアーカンソー支店よりひどい競争的不利に置かれた。これは、1998年にリージョンズ・フィナンシャルによるファーストコマーシャル銀行（アーカンソー州最大手の銀行）の買収を含むいくつかのアーカンソー州の銀行の例外乗っ取りに至った。
第731節の下で、その法律によって適用される州に本部を置くすべての銀行は、おおわれた国の支店がある州間銀行への本部であるどんな州でも最も高い高利貸し制限まで課金するかもしれない。したがって、アーカンソーにはアラバマ、ジョージア、ミシシッピ、ミズーリ、ノースカロライナ、オハイオ、テキサスの各州に拠点を置く銀行の支店がある時から、それらの州のどれの高利貸し法によってでも合法的であるどんなローンでも第731節の下でアーカンソーに拠点を置く銀行によって儲けられるかもしれない。第731節はおおわれた国の支店で州の間の銀行に申し込まなくて、どこか他の所の本部を置いた。しかし、アーヴェスト銀行のようなアーカンソーに拠点を置く州間銀行は、彼らの第731節制限を他の州に輸出するかもしれない。
第731節により、通常、アーカンソーに拠点を置く銀行には現在クレジットカードのために、または、18%（テキサスの最小限の高利貸し制限）の制限で、または、より他の全てのローンの上で、2,000ドルを超える（アラバマ（リージョンズの本部の州）にはそれらのローンに対する制限がない時から）の少しの融資のためにも高利貸し制限がないとみなされている。しかし、一旦ウェルズ・ファーゴが完全にセンチュリー銀行（アーカンソーに支店を持つテキサスの銀行）のその提案された買収を完了するならば、ウェルズ・ファーゴの主力銀行憲章がサウスダコタに拠点を置く時から、第731節はアーカンソーに拠点を置く銀行のためにすべての高利貸し制限を廃止するだろう。そして、その高利貸し法は何年も前に廃止された。
アーカンソー州のために設計されたが、第731節は憲法が制限を同じ基本的な高利貸しに提供するアラスカ州とカリフォルニア州にもあてはまるかもしれない。しかし、アーカンソー州と違ってそれらの州の議会では異なる限度を設定することができる（そして、通常する）。第731節がそれらの州にあてはまるならば、ウェルズ・ファーゴが両方の州に支店を持っている時から、すべての彼らの高利貸し制限はそれらの州に拠点を置く銀行には適用できない。

## 論争

### 批判
多くの人々は、この法律が直接2007年のサブプライムローン危機を引き起こすのを助長したと考えている。バラク・オバマ大統領は、グラム・リーチ・ブライリー法がとりわけ、大恐慌以来禁止されていた投資銀行、商業銀行と保険会社を所有することができる巨大な金融スーパーマーケットの創造を許可した規制緩和に至ったと述べた。その過程は、あまりに大きく、絡み合っていて、潰せない企業に至る道を開いたと、評論家も言う。経済学者ロバート・エケルンドとマーク・ソーントンも、法が危機に貢献したことを批判した。彼らは、「金本位制によって管理されている世界では、完全銀行業務を確保していて、そして、FDICのような預金保険がない」ために、金融サービス近代化法は規制緩和の合法的な行為として「完全な感覚」を作ったが、しかし、現在の認可金融システムの下で、それは「結果的に納税者に苦労して支払わせる金融機関とモラルハザードのための企業福祉になる」と述べた。
ノーベル経済学賞受賞の経済学者ポール・クルーグマンは、フィル・グラム上院議員をこの法の発起人であることから「金融危機の父」と呼んだ。同じくノーベル経済学賞受賞の経済学者ジョセフ・スティグリッツも、この法が危機を発生させるのに寄与したと主張した。The Nationの記事は、グラム・リーチ・ブライリー法が「大きすぎて潰せない」合理化をすることができた実体の発生に対してどのように責任があるかについて詳しく述べた。
2010年4月29日に、「Gramm-Leach-Bliley at Ten: Financial Reform or Fuel for the Crisis?」と題した会議が、サフォーク大学法科大学院で開催された。法律関係の学者と経済学者による委員会では、グラム・リーチ・ブライリー法の最初の10年について議論して、2007年から2010年までの金融危機におけるその役割を討議した。
ビル・クリントン元大統領は、商業銀行および投資銀行業務の規制緩和について受け入れたアドバイスについて、2010年4月17日にABCニュースのジェイク・タッパーから質問に応じ、「金融派生商品において、そう、私はそれらが間違っていたと思う、そして、私自身もそれをするのは間違っていたと思う」と、彼が2人の歴代アメリカ財務長官ロバート・ルービンとローレンス・サマーズの双方から受け取ったアドバイスを話した。

### 擁護
ケートー研究所の研究員の1人である法律の評論家、マーク・カラブリアによって書かれた2009年のケートー研究所方針報告によると、投資銀行と商業銀行の間の合併のための費用で、十分な資産を維持するどんな必要性でも取り除いて、その銀行業務顧客の資産を露出させると同時に、グラム・リーチ・ブライリー法が新しく合併する銀行がより危険な投資を引き受けるのを許したのを恐れた。カラブリアは、1999年のグラム・リーチ・ブライリー法の通過の前に、投資銀行が抵当危機の原因であると主張されるまさしくその金融資産を持って、交換することがすでにできて、彼らがそうしたので、彼らの帳簿をつけることもすでにできたと主張した。彼は、多くの投資銀行としての投資資金へのより大きなアクセスがあったために、市場に出ている市民が彼らの持ち株の変動をポートフォリオを交換することに説明すると結論した。カラブリアは、グラム・リーチ・ブライリー法が成立したあと、大部分の投資銀行が貯蓄商業銀行と合併しなかった、そして、実際、合併した少ない銀行がそうしなかったものよりよく危機を風化させた点に注目した。
クリントンは彼の在任期間の間、彼がグラス・スティーガル法を覆す法案に署名して、銀行業務を規制撤廃するという決定を後悔しているかどうか2008年に尋ねられたとき、クリントンは次のように答えた。
「私は、その法案に署名したことが現在の危機と関係があったとは思わない。本当に、それにもある現在の状況を安定させるのを助けたことのうちの1つはバンク・オブ・アメリカによるメリルリンチの買収である。そして、私がその法案に署名しなかったらばそれがそうであったであろう場合より、それは非常に円滑であった…。グラス・スティーガル法の上で、私が言ったように、あなたがそれが間違いであることを私に示すことができるならば、私は喜んで証拠を見せるだろう。」
2009年2月に、法の共著者のうちの1人フィル・グラム前上院議員もまた、彼の法案の正当性を主張した。
「グラム・リーチ・ブライリー法が問題であるならば、危機は彼らにはまず第一に、グラス・スティーガル法のような要求が決してなかったヨーロッパから始まったことになっていただろう。また、リーマンのようにこの危機で倒産した金融機関は多様化されて最少だったし、JPモルガンのように、生き残った者は最も多様化された。」
「さらに、グラム・リーチ・ブライリー法は何も規制を撤廃しなかった。それは連邦準備制度をスーパーレギュレーターとして確立したからだ。そして、すべての金融持株会社を監督した。金融機関のすべての活動は、グラム・リーチ・ブライリー法の前にそれらの活動を管理した監査機関によって機能的な原則で管理され続けた。」
カリフォルニア大学バークレー校の経済学者ブラッド・デロングとヴァージニアのジョージ・メイソン大学のタイラー・コーウェンの両者は、グラム・リーチ・ブライリー法が危機の影響を和らげたと主張した。アトランティック・マンスリーのコラムニスト、ミーガン・マカードルはそれについて、法律が「問題の一部であるならば、困っていたのは商業銀行であり、投資銀行ではない」、そして法律の廃止は状況を助けなかっただろうと論じた。保守的な出版物、ナショナル・レヴューの記事も、法についてのリベラルの主張を「身内の経済学」と呼んで同じ主張をした。

### 法令情報に関するサイト
- Gramm-Leach-Bliley Act, 15 USC, Subchapter I, Sec. 6801-6809 - Disclosure of Nonpublic Personal Information
- Financial Institutions and Customer Data: Complying with the Safeguards Rule
- How To Comply with the Privacy of Consumer Financial Information Rule of the Gramm-Leach-Bliley Act
- Rsam for GLB, Compliance Assessments and Ongoing Risk Management Process

### 消費者・代理人権利情報に関するサイト
- Disclosure of Nonpublic Personal Information
- What Can You Do To Protect Your Privacy
- Privacy Choices for Your Personal Financial Information
- Pretexting: Your Personal Information Revealed

### グラム・リーチ・ブライリー法の歴史
- History of the GLBA

### グラム・リーチ・ブライリー法における議会の投票記録
- Senate Vote #354 (Nov. 4, 1999) On the Conference Report (S.900 Conference Report )
- House Vote #570 (Nov. 4, 1999) On Agreeing to the Conference Report: S 900 (106th) Financial Services Modernization Act